# Amy Daly
Amy Daly (Los Ángeles, California; 22 de agosto de 1982) es una actriz pornográfica transexual estadounidense.

## Biografía
Nacida en Los Ángeles en agosto de 1982 como hombre, siempre se sintió mujer, llegando a conseguir en su momento el cambio legal de sexo y nombre pasando a llamarse Aethéna Del Rosario. A los 18 años comenzó el procedimiento para la reasignación de sexo y tras acudir a terapeuta comenzó su terapia hormonal.
En 2009 conoció en un club nocturno al cineasta y productor Buddy Wood, con el que conseguiría grabar su primera escena para el portal web Shemale Yum unas semanas más tarde. Debutaría en la industria pornográfica ese año, con 27 años, trabajando con otras actrices transexuales como Hazel Tucker y Mandy Mitchell.
Como actriz ha trabajado con productoras como Grooby Productions, Trans500, Devil's Film, Mile High, Third World Media, Pulse Distribution, Evil Angel, Exquisite, TransRomantic, Goodfellas o Mancini Productions, entre otras.
De manera consecutiva, los años 2011, 2012 y 2013, fue nominada en los Premios AVN a Artista transexual del año. En 2013 también se saldó con la nominación en los Premios AVN a la Mejor escena de sexo transexual por Rogue Adventures 37, así como la de Artista transexual del año en los Premios XBIZ.
Se retiró en 2014, habiendo rodado más de 40 películas como actriz.
Algunos trabajos suyos destacados fueron America's Next Top Tranny 15, Amy Daly The Translesbian, Forbidden Lovers, Morgan Bailey's Bad Day, Secret Desires, She-Male Strokers 45 o Transsexual Cheerleaders 7.

## Premios y nominaciones
| Año  | Ceremonia             | Resultado | Premio                          | Trabajo             |
| ---- | --------------------- | --------- | ------------------------------- | ------------------- |
| 2009 | Tranny Awards         | Ganadora  | Grooby New Face                 | —                   |
| 2009 | Tranny Awards         | Nominada  | Mejor sitio web de modelo       | —                   |
| 2010 | Tranny Awards         | Nominada  | Mejor artista                   | —                   |
| 2010 | Tranny Awards         | Nominada  | Mejor artista web               | —                   |
| 2010 | Tranny Awards         | Nominada  | Mejor sitio web de modelo       | —                   |
| 2011 | Premios AVN           | Nominada  | Artista transexual del año      | —                   |
| 2011 | Tranny Awards         | Nominada  | Mejor artista hardcore          | —                   |
| 2011 | Tranny Awards         | Nominada  | Mejor artista solo              | —                   |
| 2011 | Tranny Awards         | Nominada  | Mejor artista web               | —                   |
| 2011 | Tranny Awards         | Nominada  | Mejor escena                    | Three's Company     |
| 2011 | Tranny Awards         | Nominada  | Mejor escena                    | Fuck Me Coach       |
| 2011 | Tranny Awards         | Nominada  | Mejor modelo atípica            | —                   |
| 2012 | Premios AVN           | Nominada  | Artista transexual del año      | —                   |
| 2012 | Nightmoves            | Nominada  | Mejor artista transexual        | —                   |
| 2012 | Tranny Awards         | Nominada  | Mejor artista hardcore          | —                   |
| 2012 | Tranny Awards         | Nominada  | Mejor escena                    | Forbidden Lovers    |
| 2013 | Nightmoves            | Nominada  | Mejor artista transexual        | —                   |
| 2013 | Premios AVN           | Nominada  | Artista transexual del año      | —                   |
| 2013 | Premios AVN           | Nominada  | Mejor escena de sexo transexual | Rogue Adventures 37 |
| 2013 | Premios XBIZ          | Nominada  | Artista transexual del año      | —                   |
| 2014 | Nightmoves            | Nominada  | Mejor artista transexual        | —                   |
| 2014 | Nightmoves Fan Awards | Nominada  | Mejor artista transexual        | —                   |